# 조제 조아킹 다 가마 마차도
조제 조아킹 다 가마 마차도(포르투갈어: José Joaquim Da Gama Machado, 1775년 ~ 1861년 7월 13일)는 18세기 후반부터 19세기 중반에 걸쳐 활동한 포르투갈의 고위 외교관이자 행정 관리로서 그는 포르투갈 왕국의 정치적 불안과 유럽 열강 간의 외교적 역학이 복잡하게 얽혀 있던 격동의 시기에 국제 외교 무대에서 포르투갈의 이익을 적극적으로 옹호하고 조율하는 데 중요한 역할을 수행했으며 특히 그는 1830년대와 1840년대에 걸쳐 유럽의 주요 수도들에서 주재 외교관으로 활동하며 포르투갈의 입장을 외국 정부에 설득력 있게 전달하고 외교적 위신을 제고하는 데 기여했고, 그의 가장 주목할 만한 업적 중 하나는 1844년 7월 3일 일본 에도 막부와 체결된 포일수호통상조약에 포르투갈 측 전권대표로서 서명함으로써 당시 쇄국 정책을 유지하고 있던 일본과 공식 외교 관계를 수립하고 제한적이나마 통상을 재개하는 데 성공한 것이며 동아시아|이는 동아시아에서 유럽 세력의 외교적 확장과 경제적 영향력이 확대되던 흐름 속에서 포르투갈이 과거 대항해 시대의 유산을 되살리고자 했던 외교 전략의 일환으로 해석될 수 있으며 이러한 외교적 성과는 그의 탁월한 외국어 구사 능력과 문화적 이해, 그리고 국제 정세에 대한 예리한 분석력을 바탕으로 한 세심하고도 끈질긴 협상력에 힘입은 바가 크며 그는 생애 말기까지 외교 분야에 헌신하면서 포르투갈의 외교 정책 형성에 지속적인 영향력을 미쳤고 1861년 7월 13일에 86세로 생을 마감하기까지 변화하는 국제질서 속에서 자국의 위상을 유지하고 확대하기 위한 외교 전략의 일관성과 실용성을 실현한 인물로 평가된다.

## 생애

### 출생 및 초기 생애
조제 조아킹 다 가마 마차도는 1775년경 리스본에서 출생했다고 전해진다. 그는 상류귀족 가문 출신으로 어린 시절부터 학문과 외국어에 남다른 재능을 보였으며 이후 프랑스 파리에 유학하여 콜레주 다르퀴르에서 교육을 받은 것으로 알려진다.

### 학력 및 경력
그는 파리에 정착하여 포르투갈 왕실 법인 및 외교 대표단의 조언자 역할을 수행했고 포르투갈 전공의의 공석을 채우는 궁정의 신사로도 활동했다. 과학과 자연사에도 깊은 관심을 가졌으며 특히 조류 및 곤충을 연구하면서 자신만의 이론을 정립했다. 이를 바탕으로 유사성의 이론이라는 방대한 저작을 1831년부터 1858년 사이에 자비로 4권에 걸쳐 출판했다.

### 사망과 유산

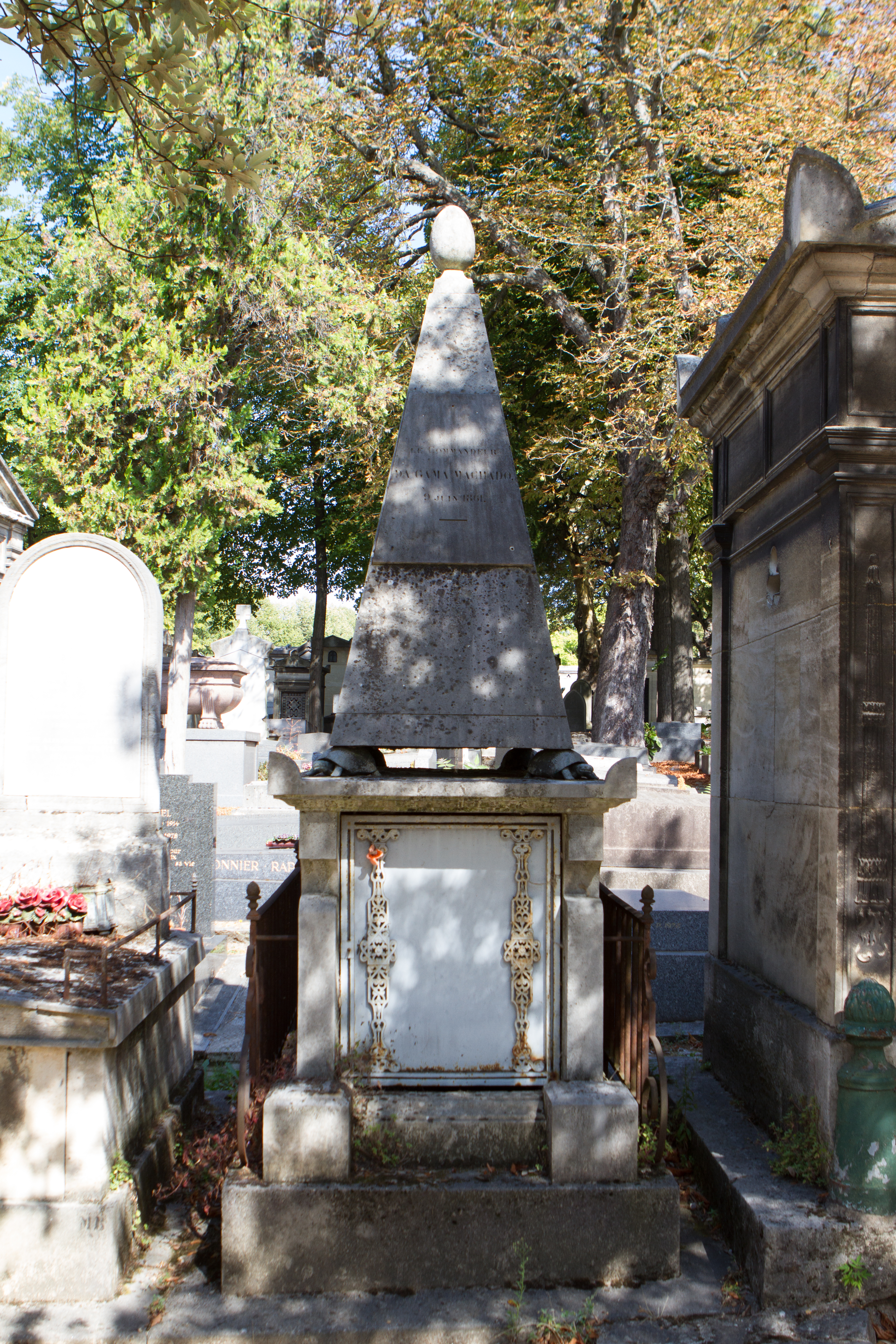
페르 라셰즈 묘지 제1구역에 있는 조제 조아킹 다 가마 마차도의 무덤

그는 1861년 7월 13일 파리에서 자연사로 86세를 일기로 세상을 떠났으며 1861년 7월 17일 페르 라셰즈 묘지 제1구역에 묻혔다. 동거인은 수자네 디드빈스였다. 조제 조아킹 다 가마 마차도의 유산은 전통적 학문과 거리를 둔
독창적이고 때론 엉뚱한 과학적 상상력을 통해 자연과 인간에 대한 새로운 관점을 제시한 것이며 특히 프랑스 및 포르투갈의 지적 풍경에서 흔치 않은 이상한 학자의 이미지로 장식됐다. 일부 비평가는 그의 이론 전체를 허구로 취급했지만 그의 삶과 저작은 19세기 지식인 세계에서 이단적 존재로 기억되며 후대에 포르투갈 프랑스 학술계에서의 비주류 사상가로 평가됐다. 조제 조아킹 다 가마 마차도는 고전적 외교관의 역할을 넘어 자연에 대한 인간적 호기심과 철학적 사유를 결합한 독창적 인물로서 외교 경력과 학문적 열망이 함께 이루어낸 독특한 삶을 남겼다.

### 업적과 주요 작품
그의 주요 작품인 유사성의 이론은 형태, 색채, 습성 상 유사성을 토대로 동물뿐만 아니라 인간까지 자연계의 규칙을 확대하려는 독창적 시각을 담았으며 당시 포르투갈 지식계에서는 과격하고 이례적 사고로 평가됐다. 저술은 전통 학계에서 가장 터무니없는 컬렉션 중 하나로 불리기도 했지만 그의 과감한 상상력과 비전은 분명 독창적이었다.

## 같이 보기
- 유사성의 이론